# باریک‌جونده‌ایان
باریک‌جونده‌ایان (نام علمی: Leptomerycinae) نام یک زیرخانواده از راسته جفت‌سم‌سانان است.